# Закиев, Арутюн Христофорович
Арутюн Христофорович Закиев (Арутюн Хачатурович Закян, 1874 — 1945) — русский и советский архитектор; городской архитектор Ростова-на-Дону.

## Биография
Родился 24 марта 1874 года в Нахичевани-на-Дону в мещанской семье Хачатура Акоповича и Сирануши Кикоровны, где было семь сыновей и две дочери.
В 1894 году закончил в Ростове-на-Дону Петровское реальное училище. В 1895 году был призван на военную службу в Русскую императорскую армию. После этого в 1898 году поступил в Рижский политехнический институт. В марте 1899 года из-за беспорядков среди студенчества, все студенты института были отчислены, и лишь в 1905 году Закиев продолжил учёбу. Окончил институт в 1908 году — 28 мая ему было присвоено звание инженера-архитектора «с правом производства всякого рода строительных работ и составление проектов всяких зданий и сооружений».
С 1910 года, вернувшись в Ростов-на-Дону, работал в этом городе и до Октябрьской революции проектировал жилые здания. После установления на Дону Советской власти, состоял в должности техника по гражданским сооружениям при управлении военных сообщений. Был председателем комиссии по разработке плана развития городов Ростова и Нахичевана, председателем комиссии по восстановлению зданий, разрушенных во время Гражданской войны, председателем комиссии по капитальному ремонту зданий.
В 1928 году Арутюн Христофорович переехал в Ереван, где работал вместе с ведущим архитектором А. Таманяном. В Ереване был председателем Горстройконтроля (в 1930-е годы). Являлся одним из организаторов Ереванского политехнического института, в котором был деканом строительного факультета в 1930—1945 годах.
Умер в январе 1945 года.

## Труды

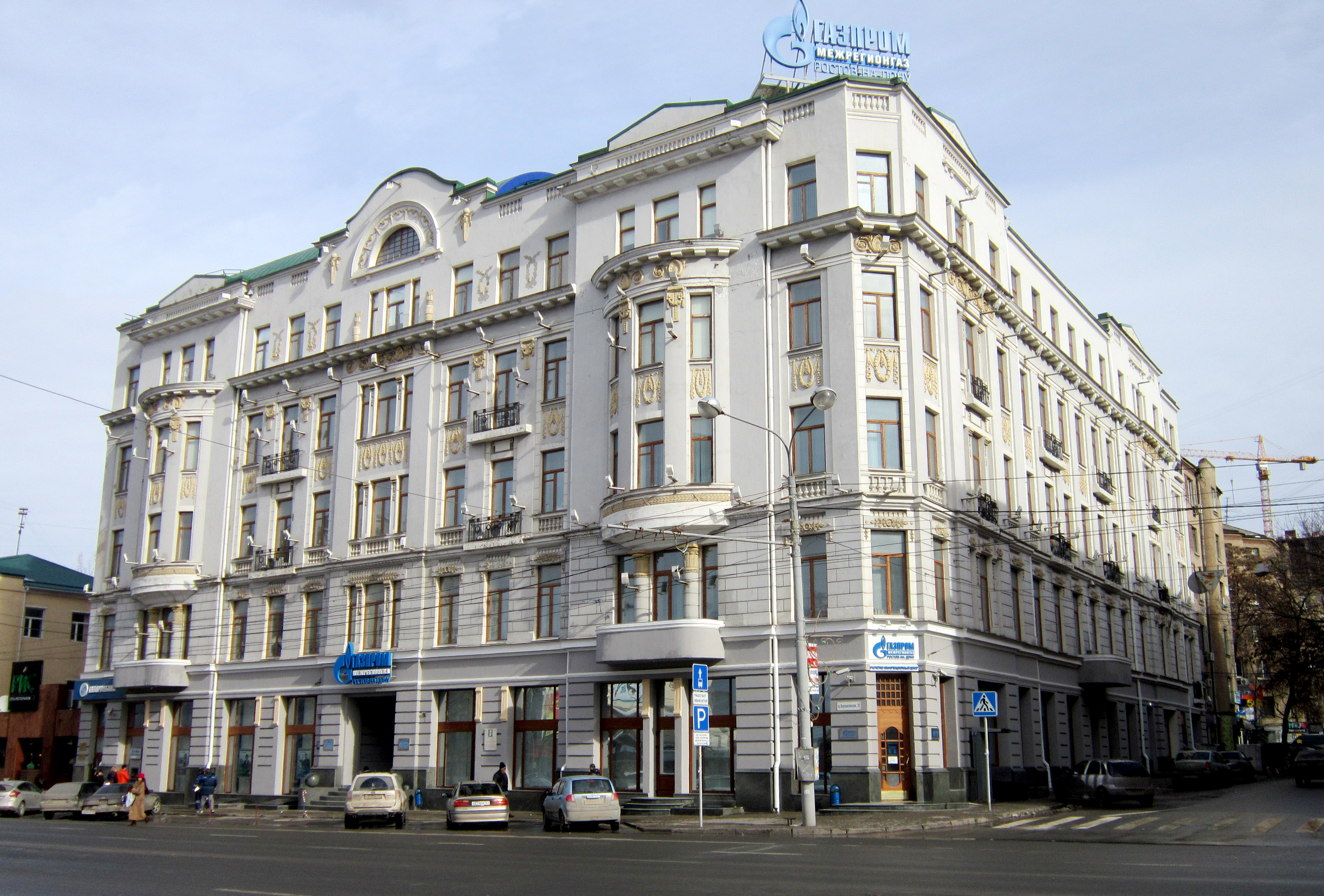
Доходный дом Ширмана

Среди работ А. Х. Закиев в Ростове-на-Дону, следует отметить:
- Дом Аладжалова
- Дом преподавателя мужской гимназии В. Антонова
- Клуб приказчиков (с 1920 года — совторгслужащих)
- Отель «Палас»
- Дом трудолюбия им. Попова
- Доходный дом Ахчиевых (пр. Ворошиловский, 35)
- Доходный дом М. В. Ширмана (угол Ворошиловского проспекта и улицы Суворова)
- Мужское реальное училище
- Женская гимназия Берберовой
- Реальное училище коллегии преподавателей (ул. Тургеневская, 49)
- Центральный клуб Союза металлистов
- Фабрично-заводской масло-мыловаренный комбинат
- Мыловаренный завод «Мыловар»